# タスマン半島

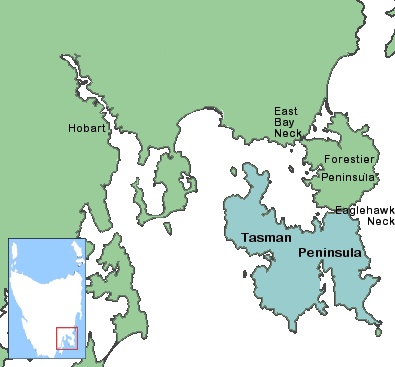
タスマニア島におけるタスマン半島の位置と、周辺の地図。

タスマン半島 (Tasman Peninsula) は、オーストラリアのタスマニア島南東部にある半島。ホバートからは南東にアーサー・ハイウェイで約75kmになる。
イーグルホークネックと呼ばれる地峡でフォレスティア半島と繋がっており、そこから南や西に延びている。タスマン半島の北はノーフォーク湾、北西はフレデリックヘンリー湾、西と南はストーム湾、東はタスマン海に面している。
タスマニア島と同じく、オランダ人探検家アベル・タスマンに因んで名付けられた。後にイギリス人により、ポート・アーサーに流刑植民地が作られた。

## 基礎情報・風景
- LGA（行政区）：タスマン市議会
- 人口：約2,000人（夏期6,000人）
- ポート・アーサー歴史地区
- ソルトウォーター・リバーは半島の西部に位置する。
- 街：Nubeena、 Koonya
- タスマン国立公園
- サーフスポットとしても有名　Cape Roaul、 Roaring Beach

## 交通
- タスマンハイウェイ